# Jan van Ipenburg

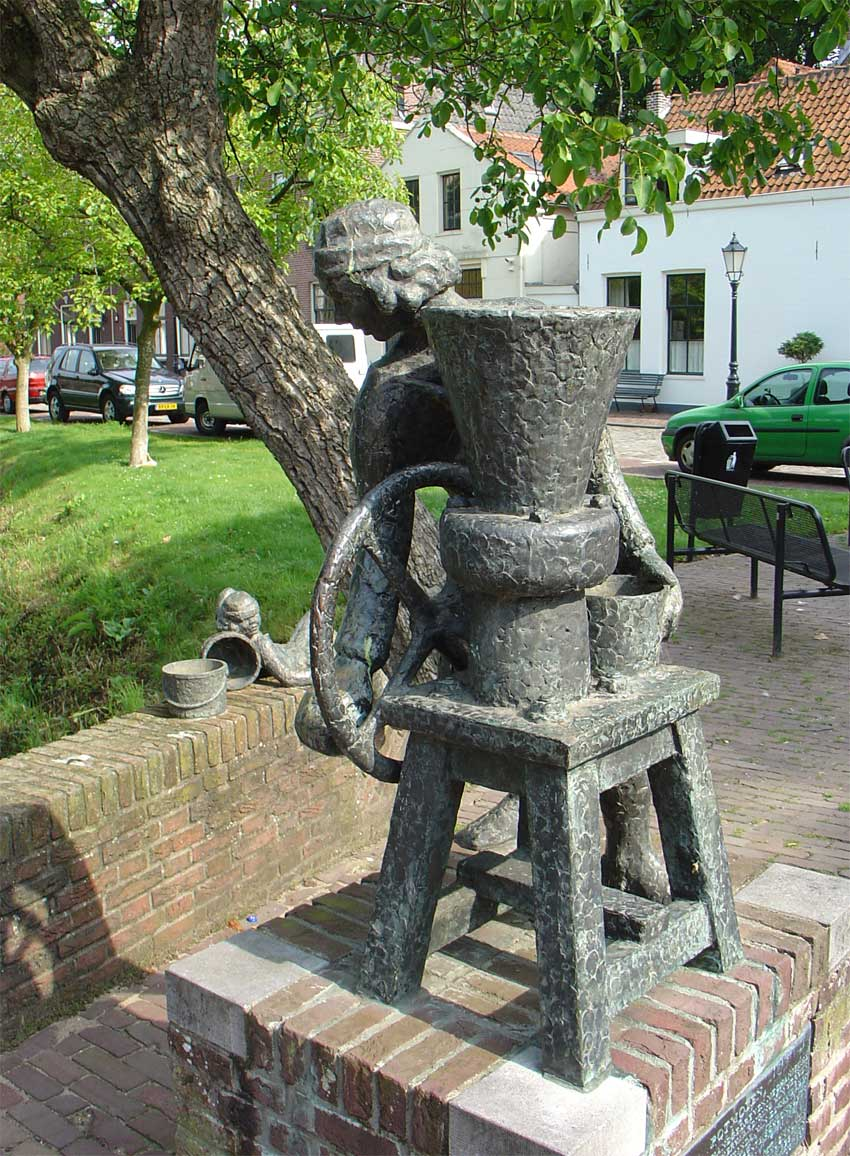
De verfmenger Veerstraat te Schoonhoven (1982)

Jan van Ipenburg (Schoonhoven, 1939) is een Nederlandse beeldhouwer.
Van Ipenburg is naast beeldhouwer ook restaurateur. Hij restaureerde het Gouden Hooft in Schoonhoven. Een prestigieus restauratieproject was het herstel van het praalgraf van Willem van Oranje in de Nieuwe Kerk van Delft van 1996 tot 2001. Zowel Van Ipenburg als zijn zoon Ahrend (schilder en restaurateur) waren bij deze restauratie betrokken. Werk van Van Ipenburg is in de publieke ruimte van diverse Nederlandse steden te vinden.

## Werken (selectie)
- Romeinse munten - Alphen aan den Rijn (2006)[3]
- Veilig fietsen in de Lopikerwaard - Lopik (1997)
- Eend met eieren - Lopik (1988)
- Fietsers - Veenendaal (1988)
- Oorlogsmonument Jaarsveld - Jaarsveld (1985)
- De verfmenger - Schoonhoven (1982)
- Olivier van Noort - Schoonhoven (1982)
- Twee generaties - Assen (1981)
- Vlinder - Lopik (1968)